# Piperanthera cupularis
Piperanthera cupularis là một loài thực vật có hoa trong họ Hồ tiêu. Loài này được (C. DC.) C. DC. miêu tả khoa học đầu tiên năm 1923.